# René Olmeta
René Olmeta (* 10. Juni 1934 in Marseille, Département Bouches-du-Rhône; † 10. März 2023) war ein französischer Politiker der Sozialistischen Partei (Parti socialiste), der unter anderem zwischen 1981 und 1986 Mitglied der Nationalversammlung war.

## Leben
René Olmeta begann seine politische Laufbahn für die Parti socialiste in der Kommunalpolitik und wurde bei den Kommunalwahlen am 20. März 1977 erstmals in den Stadtrat (Conseiller municipal) von Marseille gewählt, dem er vom 20. März 1977 bis zum 4. April 2014 mehr als 37 Jahre lang angehörte. Bei der Parlamentswahl 1981 wurde er für die PS in die Nationalversammlung (Assemblée nationale) gewählt und vertrat in dieser in der siebten Legislaturperiode vom 2. Juli 1981 bis zum 1. April 1986 die Interessen des fünften Wahlkreises des Départements Bouches-du-Rhône.
Am 31. März 1992 wurde Olmeta ferner Mitglied des Generalrates (Conseil général) des Départements Bouches-du-Rhône und vertrat in diesem bis zum 2. April 2015 den Kanton Marseille-La Pomme. Bei den Kommunalwahlen am 11. und 18. März 2001 kandidierte er für das Amt des Bürgermeisters von Marseille, unterlag aber mit 39 Prozent der Stimmen im zweiten Wahlgang Jean-Claude Gaudin von der Union für eine Volksbewegung UMP (Union pour un mouvement populaire), der 49 Prozent erhielt und seit dem 25. Juni 1995 Bürgermeister war. Drittplatzierter war Bruno Mégret, der für die rechtsextreme Nationale Republikanische Bewegung MNR (Mouvement national républicain) kandidierte und zwölf Prozent erhielt. Zuletzt fungierte Olmeta zwischen dem 22. Juli 2002 und dem 2. April 2015 als Vizepräsident des Generalrates des Départements Bouches-du-Rhône.